# Verderel-lès-Sauqueuse
Verderel-lès-Sauqueuse – miejscowość i gmina we Francji, w regionie Hauts-de-France, w departamencie Oise.
Według danych na rok 1990 gminę zamieszkiwało 686 osób, a gęstość zaludnienia wynosiła 55 osób/km² (wśród 2293 gmin Pikardii Verderel-lès-Sauqueuse plasuje się na 415. miejscu pod względem liczby ludności, natomiast pod względem powierzchni na miejscu 303.).